# Glazoué
Glazoué ist eine Kommune, ein Arrondissement sowie eine Stadt im Departement Collines in Benin. Gemäß der Volkszählung von 2013 hatte die Kommune 124.431 Einwohner, davon waren 61.070 männlich und 63.361 weiblich und das Arrondissement 20.036 Einwohner, davon 9826 männlich und 10.210 weiblich.

## Verwaltung und Infrastruktur
Die insgesamt zehn Arrondissements der Kommune – neben Glazoué noch Aklankpa, Assanté, Gomè, Kpakpaza, Magoumi, Ouèdèmè, Sokponta, Thio und Zaffé – werden aus 68 Dörfern gebildet.
Durch Glazoué verlaufen die Fernstraßen RNIE2 und RNIE5.

## Berühmte Söhne und Töchter der Kommune
- Frédéric Affo (1943–2011), beninischer Politiker und ehemaliger Minister